# Dipper's Guide To Unexplained
Dipper's Guide To Unexplained (Brasil: Guia do Dipper para o Inexplicável / Portugal: Guia do Dipper de inexplicáveis) é uma Curta da Disney Channel, criado por Alex Hirsch. O Curta estreou oficialmente no Disney Channel EUA, em 14 de outubro de 2013 e no Disney Channel Brasil no dia 20 de Janeiro de 2014. Os curtas foram ao ar durante a 1ª e 2ª temporada de Gravity Falls.

## Enredo
O curta narra as aventuras de Dipper Pines para solucionar (ou tentar), os mistérios de Gravity Falls, junto com sua irmã-gêmea, Mabel Pines e seu melhor amigo, Soos.

## Elenco

### Principal
- Jason Ritter é Dipper Pines, é o irmão gêmeo de 12 anos de Mabel Pines. Inteligente e convencional, armado com o livro Marco 3 que ele descobriu que o ajuda com o mistério do dia. Dipper Pines não pode esperar para ser um homem. Um aventureiro nascido no coração, Dipper não consegue ficar parado, e está sempre procurando o próximo enigma para resolver. Sua escrupulosa atenção ao detalhe vem a calhar quando ele está em busca de resolver o mistério do dia, mas às vezes o mais zelo-deixa os outros questionando a sua credibilidade. Ele é sábio além de seus anos, e sua recusa em ficar quieto quando há quebra-cabeças para serem resolvidos o deixam impaciente em situações cotidianas. É sugerido em um dos episódios que Dipper tem uma queda por Wendy, nasceu 15 Minutos depois de Mabel.

- Kristen Schaal é Mabel Pines, a irmã gêmea de 12 anos de Dipper Pines. Baseado no cartão postal que enviou a seus pais, ela parece ser uma menina normal. Mabel Pines é uma otimista alegre e enérgica, que ignora a vida com um sorriso cheio de suspensórios e uma variedade de extremamente coloridas blusas de malha. É a sua personalidade extrovertida e curiosidade destemido que vêm a calhar quando as necessidades de Dipper a ajudar a resolver um mistério, mesmo se ela nem sempre é consciente disso. Mabel vive em um mundo de romances pré-adolescentes, e sua fixação em encontrar seu único amor verdadeiro ocasionalmente enfia ela em situações difíceis que em última instância necessitam de ajuda de seu irmão. Ainda assim, apesar da estranheza em Gravity Falls, Mabel é sempre um tipo de garota "copo meio cheio", nasceu 15 Minutos antes de Dipper.

- Alex Hirsch é Grunkle/Tivô Stan, o tio avô de Dipper e Mabel Pines. Ele corre e vive em A Cabana do Mistério que é o museu mais bizarro do mundo. Grunkle Stan é um vendedor rude e miserável que conseguiu finalmente se estabelecer em uma cidade com bastante clientes incautos para vender suas bugigangas sem valor. Seu talento para o exibicionismo é estranhamente hipnotizante, e assim ele é capaz de ganhar dinheiro vendendo as bugigangas falsas em sua loja. Sua ética de trabalho é impulsionado principalmente pelo seu desejo de ganhar dinheiro, então quando ele não está gerando uma renda, ele é geralmente está em casa assistindo televisão, embora tenha por bastantes vezes falsificado e roubado dinheiro. Stan quase sempre usa um fez semelhante ao usado por Shriners e frequentemente fala dos "meninos do abrigo", que ele alega "desconfiança" dele. Mesmo que ele envia os gêmeos em missões imprevisíveis e ultrajante, ele tem sempre os seus melhores interesses no coração e ama incondicionalmente. Apesar de ser aparente "vendedor de carros usados", ele parece ter alguns segredos de sua autoria, incluindo uma escada oculta para um local desconhecido escondido atrás de uma máquina de venda automática.

- Alex Hirsch também faz Soos Ramirez, o faz tudo da Cabana do Mistério. Um amigo de Dipper e Mabel Pines. Soos é um varão corpulento e amável, cujo desejo é estar onde está a ação que faz dele um excelente recurso para os gêmeos, quando eles precisam de um passeio sobre a cidade.

### Participações
- John DiMaggio é Manly Dan Corduroy, é o lenhador local de Gravity Falls, pai de Wendy e seus três irmãos, ele frequenta o bar barra pesada "Fratura Craniana". Manly Dan é instável e tem problemas de raiva graves, muitas vezes, puncionar ou destruição de objetos quando está com raiva, mas gosta de atividades ligação da família como a pesca no lago.
- Jennifer Coolidge é Lazy Susan Wentworth, é uma mulher boba, lenta, que trabalha como garçonete no Restaurante Greasy's. Ela é conhecida por seu olho que sempre está fechado e seu amor por gatos. Ela era uma vez em um breve relacionamento com Stan Pines.

## Curta
| Temporada | Temporada | Curtas | Exibição original     | Exibição original     | Exibição Brasileira   | Exibição Brasileira   | Exibição Portuguesa  | Exibição Portuguesa |
| Temporada | Temporada | Curtas | Estreia de temporada  | Final de temporada    | Estreia de temporada  | Final de temporada    | Estreia de temporada | Final de temporada  |
| --------- | --------- | ------ | --------------------- | --------------------- | --------------------- | --------------------- | -------------------- | ------------------- |
|           | 1         | 6      | 14 de Outubro de 2013 | 18 de Outubro de 2013 | 20 de Janeiro de 2014 | 23 de Janeiro de 2014 | 13 de Junho de 2015  | 18 de Junho de 2015 |

### Episódios
| N.º na série | N.º na temp. | Título original ( Título no Brasil) ( Título em Portugal)           | Exibição original     | Cód. de produção |
| --- | ------------ | ------------------------------------------------------------------- | --------------------- | ---------------- |
| 1 | 1            | "Candy Monster" "O Monstro dos Doces" (BR/PT)                       | 14 de outubro de 2013 | 004              |
| Dipper e Mabel investigam a Anomalia de Gravity Falls nº 76, um monstro tentando comer o resto dos doces do Summerween.                                       |              |                                                                     |                       |                  |
| 2 | 2            | "Stan's Tattoo" "A Tatuagem do Stan" (BR) "A Tatuagem de Stan" (PT) | 14 de outubro de 2013 | 001              |
| Dipper investiga a anomalia nº 23, o enigma que é a tatuagem de Stan.                                                                                         |              |                                                                     |                       |                  |
| 3 | 3            | "The Mailbox" "A Caixa de Correio" (BR/PT)                          | 15 de outubro de 2013 | 002              |
| Dipper e Soos investigam a anomalia nº 54, uma caixa de correio no meio da floresta que pode se comunicar e responder a qualquer pergunta.                    |              |                                                                     |                       |                  |
| 4 | 4            | "Lefty" "Esquerdinha" (BR) "O Esquerdinho" (PT)                     | 16 de outubro de 2013 | 006              |
| Dipper e Mabel investigam a anomalia nº 82, um cara que só anda e mostra o seu lado esquerdo.                                                                 |              |                                                                     |                       |                  |
| 5 | 5            | "The Tooth" "O Dente" (BR/PT)                                       | 17 de outubro de 2013 | 005              |
| Dipper, Mabel, e Ursão (boneco de pelúcia da Mabel) investigam a anomalia nº 42, um dente gigantesco nas margens do lago.                                     |              |                                                                     |                       |                  |
| 6 | 6            | "The Hide Behind" "O Esconde Atrás" (BR) "Ocultar Por trás" (PT)    | 18 de outubro de 2013 | 003              |
| Dipper investiga a anomalia nº 132, uma lenda de lenhador conhecida como o "Esconde Atrás". Uma criatura nunca vista, pois ela sempre fica atrás das pessoas. |              |                                                                     |                       |                  |

## Dublagem
| Personagem           | Voz Original      | Dublador            | Dublador       |
| -------------------- | ----------------- | ------------------- | -------------- |
| Dipper Pines         | Jason Ritter      | Thiago Keplmair     | João Pedro     |
| Mabel Pines          | Kristen Schaal    | Bianca Alencar      | Solange Santos |
| Tivô Stan            | Alex Hirsch       | Marcelo Pissardini  | Rui de Sá      |
| Soos Ramirez         | Alex Hirsch       | César Marchetti     | José Nobre     |
| Lazy Susan Wentworth | Jennifer Coolidge | Suzete Piloto       | ?              |
| Manly Dan Corduroy   | John DiMaggio     | Marco Antônio Abreu | Mário Redondo  |

## Página Oculta
No final de cada curta, há uma seção de uma página que aparece brevemente, revelando informações como símbolos e criptogramas. As seções fundidas faz um grande símbolo de um olho riscado com um X vermelho. Este símbolo é mencionado em um texto sobre as sociedades secretas que Dipper foi pesquisando, aludindo à Sociedade do Olho Cego, que aparece em "A Sociedade do Olho Cego".

### Criptogramas
- Em "O Monstro dos Doces", é descrito no criptograma "IURP WKH ILUVW XQWLO WKH ODVW VHDUFK WKH." - DO PRIMEIRO ATÉ O ÚLTIMO, PROCURE PELOS. O código em vermelho é "THE DAR", traduzindo, "A ESCU".
- Em "A Tatuagem do Stan", o código em vermelho é "I WAS SO", traduzindo, "EU ESTAVA TÃO".
- Em "A Caixa de Correio", o código em vermelho é "BLIND HE L", traduzindo, "CEGO ELE M".
- Em "O Esquerdinha", é descrito no criptograma "WKHP DOO ZHOFRPH WR JUDYLWB IDOOV." - E TODOS SEJAM BEM VINDOS A GRAVITY FALLS. O código em vermelho é "NEAR", traduzindo, "PRÓXIMA".
- Em "O Dente", é descrito no criptograma "FRGHV RI FUHGLWV SDVW RQH PHDQV RQH VR VHDUFK." - CÓDIGOS DOS CRÉDITOS PASSOU UM SIGNIFICOU UM ENTÃO PROCURE. O código em vermelho é "KNESS IS", traduzindo, "RIDÃO ESTÁ".
- Em "O Esconde Atrás", o código em vermelho é "IED TO ME", traduzindo, "ENTIU PRA MIM".
- Os criptogramas, em ordem, formam "DO PRIMEIRO ATÉ O ÚLTIMO, PROCURE PELOS CÓDIGOS DOS CRÉDITOS, PASSOU UM, SIGNIFICOU UM, ENTÃO PROCURE E TODOS SEJAM BEM VINDOS A GRAVITY FALLS."
- Os códigos em vermelho, em ordem, formam "EU ESTAVA TÃO CEGO. ELE MENTIU PRA MIM. A ESCURIDÃO ESTÁ PRÓXIMA."